# 1060

## Evenimente
- 1 ianuarie: Conducătorul selgiucid Toghrul-Beg intră în Bagdad și îl restaurează pe califul sunit Al-Qa'im.
- 15 ianuarie: Generalul al-Basasiri, conducător al șiiților, este înfrânt și ucis în apropiere de Koufa de către selgiucizi.
- 6 august: Roger de Hauteville primește o ambasadă a creștinilor din Messina, care îi solicită eliberarea Siciliei de sub musulmani.

### Nedatate
- mai: Normanzii din sudul Italiei, conduși de Robert I Guiscard, reiau lupta împotriva stăpânirilor bizantine din Italia și cuceresc Taranto și Brindisi; flota bizantină este respinsă de către Mauger, fratele lui Robert I, la Oria.
- iulie: Trimiși de către fatimizi în Alep, beduinii ocupă orașul.
- august: O nouă campanie a fatimizilor în Siria de nord eșuează, fatimizii fiind constrânși să se retragă din Alep, la conducerea căruia trece dinastia mirdassidă.
- septembrie-octombrie: Roger de Hauteville inițiază o acțiune împotriva musulmanilor din Messina; însă ajuns la Reggio Calabria, conducătorul normand revine în Apulia la vestea unei contraofensive bizantine în Italia.
- octombrie: Bizantinii debarcă la Bari.
- noiembrie: Trupele bizantine înfrâng pe normanzii conduși de Robert I Guiscard și Mauger și recuceresc Brindisi, Taranto, Oria și Otranto în sudul Italiei; în continuare, bizantinii amenință direct Melfi, reședința din Apulia a ducelui normand.
- Camarasa se reunește la comitatul de Barcelona.
- Un alt frate al lui Robert I Guiscard, Roger de Hauteville, întreprinde un marș asupra Calabriei și cucerește de la bizantini Reggio Calabria și Scila.

## Arte, Știință, Literatură și Filozofie
- Călătorul evreu originar din Spania Benjamin de Tudela descrie în relatările sale numărul ridicat de negustori străini aflați la Constantinopol.
- Este compilată "Noua carte" de către o echipă de savanți chinezi, conduși de Ouyang Xiu.
- Este publicată lucrarea "Cha Lu" (Descrierea ceaiului) de către poetul chinez Cai Xiang.

## Înscăunări
- 4 august: Filip I, rege al Franței (1060-1108), inițial sub tutela lui Balduin al V-lea de Flandra.
- 14 noiembrie: Geoffroi al III-lea, conte de Anjou (1060-1065)
- 6 decembrie: Bela I, rege al Ungariei (1060-1063).
- Stenkil I Ragnvaldsson, rege al Suediei (1060-1066)

## Nașteri
- 9 februarie: Papa Honoriu al II-lea (d. 1130)
- Godefroy de Bouilon, cruciat și primul rege al Ierusalimului (d. 1100)

## Decese
- 15 ianuarie: al-Basasiri, general șiit (n. ?)
- 7 mai: Ghizela de Bavaria, prima regină a Ungariei (n. 985)
- 27 mai: Mei Yaochen, poet chinez (n. 1002)
- 4 august: Henric I, rege al Franței (n. 1008)
- 14 noiembrie: Geoffroi al II-lea "Ciocanul", conte de Anjou (n. 1006)
- Andrei I, rege al Ungariei (n. 1015)
- Emund "cel Bătrân", rege al Suediei (n. ?)